# Estación Las Cardas
Las Cardas fue una estación de ferrocarril que se hallaba en la comuna de Coquimbo, en la región homónima de Chile. Se encontraba a 201 m s. n. m.

## Historia
La estación fue inaugurada en 1862, cuando el ferrocarril que uniría las ciudades de La Serena y Coquimbo con Ovalle alcanzaba el sector de Las Cardas; posteriormente llegaría hasta Higueritas en 1866 y Recoleta en 1870. Enrique Espinoza consigna la estación en 1897, al igual que José Olayo López en 1910 y Santiago Marín Vicuña en 1916, quienes la incluyen en sus listados de estaciones ferroviarias, así como también en mapas de 1929 la estación aparece en el trazado.
La estación dejó de prestar servicios cuando el Longitudinal Norte suspendió el transporte de pasajeros en junio de 1975, y fue suprimida mediante decreto del 13 de febrero de 1976. En la actualidad se mantiene en pie el edificio de la estación, el cual se encuentra habitado.